# BR-Standardklasse 3MT 2-6-2T
Die BR-Standardklasse 3MT 2-6-2T war eine von Robert Riddles für British Railways konstruierte Dampflokomotivklasse. Sie war eine Zweizylinder-Tenderlokomotive in modularer Hybrid-Bauweise. Das Fahrwerk entsprach in wesentlichen Teilen dem der LMS-Klasse 4MT Ivatt 2-6-0 und der Kessel war ein modifizierter GWR-Standardkessel Nr. 2 wie er auch bei der GWR Large Prairie 2-6-2T und  5600 Klasse 0-6-2T verwendet wurde. Hergestellt wurden alle 45 Maschinen zusammen mit denen der Schlepptenderversion „2-6-0“ von April 1952 bis August 1955 bei der Swindon Railway Works Lokomotivfabrik der Great Western Railway (GWR) in Swindon, Grafschaft Wiltshire in England.

## Konstruktive Merkmale
Der bei der Great Western Railway verwendete Standardkessel Nr. 2 wurde für den Bau der „3MT 2-6-2T“ leicht modifiziert. Er erhielt einen zusätzlichen Dom und die Dampfrohre wurden unter Beibehaltung der Flanschplatten um 513⁄16 Inch (147,64 mm) gekürzt. Die interne Bezeichnung war in Folge BR6.
Obwohl die verwendeten Kolben sowie Treib- und Kuppelstangen denen der BR-Standardklasse 4MT 2-6-0 entsprachen, hatten die bei Doncaster gefertigten Antriebsräder mit 5 ft, 3 in (1600 mm) einen anderen Durchmesser. Das Fahrwerk bestand dabei weitgehend aus identischen Teilen der von George Ivatt entworfenen LMS-Klasse 4MT. Die Aufhängungen wurden von denen der LMS-Klasse 2MT 2-6-0 und der LMS-Klasse 2MT 2-6-2T abgeleitet. Auch bei der Bremsanlage wurde eine Reihe von Standardbauteilen aus Lokomotiven der LMS verwendet.
Die ursprünglichen Zylinderköpfe der beiden 17 ½ "x 26" Antriebszylinder mit eingeschraubten Überdruckventilen gemäß den Swindon-Kostruktionszeichnungen SL/SW/35 und SL/SW/85 wurden ab September 1955 sowohl bei den vorderen (SL/SW/666) als auch bei den hinteren (SL/SW/667) Zylindern gegen eingepresste Renewals Inc. "bolt-on" Überdruckventile ausgetauscht.
Wie aus den originalen BR-Zeichnung SL/SW/ 616 zu erkennen ist, war im Gegensatz zu einer Reihe von größeren Lokomotiven der BR-Standardklassen 6 und 7 der Abgasdampfverteiler der BR-Standardklasse 3MT 2-6-2T innerhalb der Rauchkammer eine geschweißte Stahlkonstruktion.

## Lackierung
Mit Indienststellung der neuen Klasse erhielten alle Lokomotiven die MT-Black-Lackierung der British Railways. Ab 1957 wurden die Modelle für die Strecken der Western Region mit einer linierten grünen Lackierung (BR-Green) versehen. Ab den frühen 1960er Jahren als Sparmaßnahme dann auch in Uni-Grün ohne Linien. Für alle anderen Strecken wurden die schwarzen Lackierungen bis zum Ende beibehalten.
Eine Besonderheit war Lokomotive 82044, die anfangs in der grünen Lackierung der Western Region war, dann aber wegen eines Regionswechsels in schwarz neu gestrichen werden sollte. Während dieser Umlackierung erhielt sie irrtümlich eine vierstellige Leistungsklassifizierung, die sie bis zu ihrer Außerdienststellung behielt.

## Einsatz
Die erste Lokomotive von gesamt 45 Lokomotiven dieser Baureihe wurde mit der Nummer 82000 Mitte 1952 in Dienst gestellt. Ab dieser Zeit wurden sie auf den Strecken der British Railways in den Regionen Southern und North Eastern sowie später der Western Region und der London Midland Region eingesetzt. Die Lokomotiven dieser Klasse hatten wie fast alle BR-Standardklassen der Nachkriegsjahre eine eher kurze Lebensdauer. Sie wurden meist in Zubringerdiensten auf kürzeren Strecken eingesetzt und dabei relativ bald von Dieseltriebwagen verdrängt. Die kürzeste Lebensdauer hatte dabei mit nur acht Jahren und acht Monaten die Lokomotive 82043. Am längsten eingesetzt wurde die erste Lokomotive der Klasse, die 82000 mit über 15 Jahren.
Neben den letzten beiden Lokomotiven Nr. 82019 und 82029 dieser Klasse aus der Region Nine Elms überlebten vier weitere das Ende der Dampfära. Es waren die Nummern 82000, 82003, 82031 und 82034 sie wurden Ende 1966 aus Wales für den Einsatz auf Vorortbahnen in Manchester zum Betriebswerk Patricroft umstationiert. Obwohl sie dort nicht wirklich erforderlich waren, verbleiben sie dort bis zur Schließung des Betriebswerkes im Jahr 1968. Eine dieser vier Lokomotiven hatte eine nur sehr geringe Laufleistung seit ihrer letzten Revision, so dass es einige Interessenten gab. Der geforderte Preis von £ 1.500 war aber zu hoch und auch sie wurde bis Oktober 1968 bei der John Cashmore Ltd. in Newport, South Wales verschrottet.

## Besondere Vorfälle
Am 16. Oktober 1961 kam es in der Grafschaft Yorkshire (North Riding of Yorkshire) beinahe zu einer Kollision, als einem Güterzug gezogen von Lokomotive 82028 ein anderer Zug auf demselben Gleis entgegenkam. Der Zusammenstoß konnte dadurch verhindert werden, dass die 82028 auf ein Abstellgleis umgeleitet wurde und dabei einen Prellbock rammte.

## 82045 Locomotive Trust
Da kein Exemplar der Klasse 3MT 2-6-2T erhalten geblieben ist, hat es sich der Verein „82045 Steam Locomotive Trust“ zur Aufgabe gemacht, den Neubau einer BR-Standardklasse 3MT 2-6-2T mit der fortlaufenden aber neuen Seriennummer 82045 spendenfinanziert zu realisieren. Der Verein glaubt, dass die relativ hohe Leistung der beiden 17 ½ "x 26" Zylinder gepaart mit ihrer geringen Achslast die Klasse 3MT 2-6-2T zu einer idealer Lokomotive für heutige Museumsbahnen macht. Hierzu werden der erhaltene Schornstein der 3MT 2-6-0 Nr. 77014 sowie die 16-Speichen Radsätze der BR-Standardklasse 4MT 2-6-0 Nr. 76080 genutzt, die bei der Verschrottung auf dem „Barry scrapyard“ in den frühen 1980er Jahren erhalten blieben. Andere Teile werden auf dem Betriebsgelände der Severn Valley Railway neu gefertigt oder sind bereits fertiggestellt.

## Modellbau
Die Firma Tri-ang Railways (später Hornby Railways) produzierte ab den 1960er Jahren ein detailliertes Modell der BR 3 2-6-2T in BR-Green und BR-Black der Nenngröße 00. Ein weiteres 00-Modell erschien bei der Firma Bachmann Europe Plc im Februar 2009 sowie unter ihrer Marke Graham Farish ein Modell der Nenngröße N.